# Herrenhaus Kroppen
Das Herrenhaus Kroppen war ein Herrenhaus in Kroppen in der historischen Oberlausitz.
Das Gebäude war ein unverputzter Fachwerkbau. Der bereits in der Renaissancezeit entstandene Gebäudekern erhielt 1650 sein Fachwerkobergeschoss, das Ständerfachwerk mit kurzen Kopf- und Fußstreben. Nach 1945 wurde der Bau zunächst als Ferienheim genutzt, dann aber abgebrochen.